# Glimåkra folkhögskola
Glimåkra folkhögskola ligger i Östra Göinge kommun i nordöstra Skåne. Skolan startade sin verksamhet 1959 med Evangeliska Fosterlandsstiftelsen som huvudman. Idag kan skolan ta emot cirka 230 elever och har ett internat med 110 rum. 

## Kurser
- Allmän kurs med profilval, för gymnasie- eller grundskolekompetens
- Esport
- Gospel
- Konsthantverk
- Skrivande
- Allmän linje för personer med utvecklingsstörning

Dessutom finns SFI-kurser, Etableringskurser samt kortare kurser av olika slag.